# Група армій «F»
Гру́па а́рмій «F» (нім. Heeresgruppe F) — одна з груп армій Німеччини під час Другої світової війни.
Група армій «F» була сформована 12 серпня 1943 року в 13-му військовому окрузі (нім. Wehrkreis XIII) під управлінням штабу особливого призначення оберквартимейстера.
25 серпня 1943 року одночасно іменувалася Командування Вермахту «Південний Схід» (нім. Oberbefehlshaber Südost). Група армій вела оборонні бої на Балканах, проте під безперервними ударами Червоної Армії вимушена була відступати до південних кордонів Німеччини.
25 березня 1945 року розформована.

## Командувачі
- генерал-фельдмаршал барон Максиміліан фон Вейхс (нім. Maximilian von Weichs) (26 серпня 1943 — 25 березня 1945);